# حدث سلبي
الحدث الضار أو الحدث السلبي (بالإنجليزية: Adverse event) هو أي حدث طبي غير مرغوب فيه يتعرض له مريض أو موضوع فحص سريري يُعطى منتجًا صيدلانيًا وليس له بالضرورة علاقة سببية مع هذا العلاج. وبالتالي يمكن أن يكون الحدث الضار أي علامة غير مواتية وغير مقصودة (بما في ذلك نتائج مختبرية غير طبيعية)، أو أعراض، أو مرض مرتبط مؤقتًا باستخدام منتج طبي (تحقيقي)، سواء كان مرتبطًا بالمنتج الطبي (التحقيقي) أم لا.
يجب الإبلاغ عن الأحداث السلبية في المرضى المشاركين في التجارب السريرية إلى راعي الدراسة ويمكن الإبلاغ عنها إلى لجنة الأخلاقيات المحلية إذا لزم الأمر. الأحداث السلبية المصنفة على أنها "خطيرة" (تؤدي إلى الوفاة، أو المرض الذي يتطلب دخول المستشفى، أو الأحداث التي تعتبر مهددة للحياة، أو تؤدي إلى عجز مستمر أو كبير، أو شذوذ خلقي، أو عيب خلقي أو حالة مهمة طبيا) يجب الإبلاغ عنها على الفور إلى السلطات التنظيمية، في حين يتم توثيق الأحداث السلبية غير الخطيرة فقط في الملخص السنوي الذي يتم إرساله إلى السلطة التنظيمية.
يقوم الراعي بجمع تقارير الأحداث السلبية من الباحثين المحليين، وإخطار جميع المواقع المشاركة بالأحداث السلبية في المواقع الأخرى، بالإضافة إلى حكم المحققين المحليين والجهات الراعية على خطورة الأحداث السلبية. تسمح هذه العملية للراعي وجميع الباحثين المحليين بالوصول إلى مجموعة من البيانات التي قد تشير إلى مشاكل محتملة في علاج الدراسة أثناء استمرار الدراسة.

## أنواع الأحداث السلبية
جميع التجارب السريرية لديها القدرة على إنتاج أحداث سلبية. يتم تصنيف الأحداث السلبية على أنها خطيرة أو غير خطيرة. متوقع أو غير متوقع؛ ومرتبطة بالدراسة، وربما مرتبطة بالدراسة، أو غير مرتبطة بالدراسة.
على سبيل المثال، في حين أن الدراسة التي تختبر فعالية جهاز ضغط الدم الجديد لمدة 10 دقائق قد تبدو غير ضارة، إلا أنه من المحتمل أن يتهيج جلد المريض بسبب الجهاز. قد يموت المرضى في هذه الدراسة أيضًا خلال فترة الـ 10 دقائق تلك. يعتبر كل من تهيج الجلد والموت المفاجئ من الأحداث الضارة. في هذه الحالة، سيتم تصنيف تهيج الجلد على أنه غير خطير، وغير متوقع، وربما متعلق بالدراسة. سيتم تصنيف الوفاة على أنها خطيرة وغير متوقعة (ما لم يكن المريض على عتبة الموت بالفعل). سيستخدم الباحث المحلي حكمه الطبي لتحديد ما إذا كانت الوفاة مرتبطة بجهاز الدراسة.
يعد كل من تهيج الجلد والوفاة حدثين غير متوقعين، ويجب أن ينبه الباحث إلى احتمال وجود مشكلة في الجهاز (على سبيل المثال، يمكن أن يكون قد تعطل وصدم المريض). سيقوم الباحث بالإبلاغ عن هذه الأحداث السلبية إلى مجلس المراجعة المؤسسية المحلي وإلى الراعي، وينتظر التوجيه بشأن ما إذا كان سيتم إيقاف الدراسة. إذا شعر الباحث بوجود خطر وشيك يشكله الجهاز، فيمكنه استخدام التقدير الطبي لمنع المرضى من المشاركة في الدراسة.
يمكن أيضًا الإعلان عن حدث ضار في العلاج الطبيعي للمريض الذي يشتبه في أنه ناجم عن الدواء الذي يتم تناوله أو الجهاز الطبي المستخدم في علاج المريض.
في أستراليا، يشير مصطلح "الحدث الضار" بشكل عام إلى الأخطاء الطبية بجميع أنواعها، سواء كانت جراحية أو طبية أو متعلقة بالتمريض. أشارت أحدث دراسة رسمية متاحة (1995) إلى أن 18000 حالة وفاة سنويًا هي نتيجة للرعاية في المستشفى. تقوم مجموعة العمل على الأخطاء الطبية بالضغط من أجل إصدار تشريعات لتحسين الإبلاغ عن الأحداث السلبية ومن خلال مراقبة الجودة، تقليل الوفيات التي لا داعي لها.

## الإبلاغ عن الأحداث السلبية
```
المقال الرئيسي: 
المراقبة في التجارب السريرية
```

يجب على الباحثين المشاركين في تجربة سريرية الإبلاغ عن جميع الأحداث السلبية إلى الهيئة التنظيمية للأدوية في البلد المعني حيث سيتم تسجيل الدواء أو الجهاز [على سبيل المثال. إدارة الغذاء والدواء (FDA) إذا كانت أمريكية]. يجب الإبلاغ عن الأحداث السلبية الخطيرة على الفور؛ يتم "تجميع" الأحداث السلبية البسيطة بواسطة الراعي وتقديمها لاحقًا.
يؤثر نوع الطريقة المستخدمة للحصول على الأحداث الضارة التي أبلغ عنها الأفراد للحصول على أدلة على التفاعلات الدوائية الضارة المحتملة على مدى وطبيعة البيانات. وجدت مراجعة أجريت عام 2018 أن بعض المشاركين في تجارب الأدوية السريرية طُلب منهم أسئلة مفتوحة بسيطة (مثل "كيف تشعر؟")، بينما في تجارب أخرى، تم إعطاء المشاركين استبيانات مطولة حول الأعراض الجسدية (على سبيل المثال، "هل تعاني من ألم في العضلات؟"). وجدت مراجعة أجريت عام 2022 حول الأحداث السلبية في تجارب التحدي البشري أن الإبلاغ تحسن بمرور الوقت، لكنه يظل غير موحد بطرق تجعل المقارنات صعبة.
نظرًا لعدم وجود توافق في الآراء حول كيفية تقييم الأحداث الضارة، هناك قلق من أن أنواع الأسئلة وصياغة الأسئلة قد تؤدي إلى خطأ في القياس وتعيق المقارنات بين الدراسات والتحليل المجمع. ومع ذلك، ألين وآخرون. وخلص إلى أن تأثير الحدث الضار الذي تم اكتشافه بطرق مختلفة غير واضح.

## درجات الأحداث السلبية
غالبًا ما تشير نتائج التجارب السريرية إلى عدد الأحداث السلبية من الدرجة 3 والدرجة 4. يتم تحديد الدرجات:
- الدرجة الأولى - حدث سلبي خفيف.
- الدرجة الثانية - حدث سلبي معتدل.
- الدرجة الثالثة - حدث سلبي شديد.
- الدرجة الرابعة - حدث سلبي يهدد الحياة أو يعطلها.
- الدرجة الخامسة - الوفاة المرتبطة بحدث ضار.

## أنظر أيضًا
- مضاعفة (طب)
- تجربة سريرية
- حدث سلبي خطير
- لجنة مراقبة البيانات
- أثر ضائر
- تفاعلات دوائية ضائرة
- أحداث ضائرة للقاح
- تعزيز معتمد على الجسم المضاد
- يقظة دوائية